# Šaľa
Šaľa és una ciutat d'Eslovàquia. Es troba a la regió de Nitra. És capital del districte homònim. La ciutat es troba a les terres baixes del Danubi, a les dues ribes del riu Váh, a uns 65 km de Bratislava i a 30 km de Nové Zámky. Excepte la ciutat en si, també té el municipi de Veča a la riba esquerra del riu i els assentaments de Hetméň i Kilič. La ciutat es troba a la zona de clima càlid.

## Història
És un dels pobles més antics d'Eslovàquia, atès que s'hi troben restes neandertals d'entre 45.000 i 65.000 anys d'antiguitat, així com testimonis de l'edat de pedra i de l'edat de ferro.
La primera traça escrita d'un poblat data amb el nom de Terra Wag el 1002, sota l'autoritat d'Esteve I d'Hongria. El 1536 obtingué l'estatus de ciutat per un privilegi del rei Ferran I del Sacre Imperi Romanogermànic. Al segle xix esdevingué el centre administratiu de tot el territori i d'aleshores ençà també seu del tribunal de cassació. Annexionat per Hongria el 1938, no fou alliberada fins al 1945, en acabar la Segona Guerra Mundial.

## Demografia
| Godina             | 1994   | 2004   | 2014   | 2024    |
| ------------------ | ------ | ------ | ------ | ------- |
| Nombre de persones | 25.284 | 24.506 | 22.938 | 19.934  |
| Diferència         |        | −3,07% | −6,39% | −13,09% |

| Godina             | 2023   | 2024   |
| ------------------ | ------ | ------ |
| Nombre de persones | 20.239 | 19.934 |
| Diferència         |        | −1,50% |